# Редан (оборонна споруда)

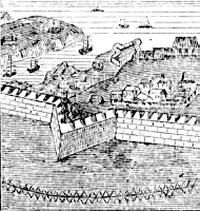
Редан як частина фортифікації

Реда́н (фр. redan — «виступ») — відкрите польове укріплення. Складається із двох фасів, які розташовані між собою під кутом 60–120 градусів. Виступ спрямований в бік противника.
Редан уможливлює вести вогонь вправо і вліво, підтримуючи тим війська і укріплення, розташовані по сусідству, на яких, у свою чергу, лежить обов'язок підтримати редан, обстрілюючи незахищений сектор перед ним. З останньою метою, а так само і для поздовжньої оборони ровів редану біля країв його фасів прилаштовували іноді короткі фланки, спрямовані під прямим кутом до цих фасів і прикриті з боків відповідними заворотами — крилами, при чому виходило укріплення, яке називали реданом з фланками і крилами.
Малі редани з гострим кутом називаються флешами.